# Đền Preah Vihear

Bản đồ của đền Preah Vihear

Đền Preah Vihear (tiếng Khmer: ប្រាសាទព្រះវិហារ [praːsaːt prĕəh ʋihiə]; phiên âm tiếng Việt: đền Pre Vi-hia (chính xác hơn là Preơ Vi-hia) là một ngôi đền toạ lạc trên một chỏm núi thuộc núi Dângrêk ở Campuchia gần biên giới với Thái Lan. Ngôi đền này được lấy làm tên cho tỉnh Preah Vihear, nơi nó toạ lạc. Năm 2008, ngôi đền được tổ chức UNESCO liệt kê vào danh sách di sản thế giới.

## Lịch sử
Ngôi đền đầu tiên được bắt đầu vào đầu thế kỷ 9 dùng để thờ thần Shiva trong những thế kỷ tiếp theo. Các di vật được tìm thấy ở tỉnh này cho thấy khu vực này là khu định cư quan trọng của Đế quốc Khmer trong thế kỷ 12.
Những phần còn sót lại sớm nhất lại có niên đại thời Koh Ker vào thế kỷ 10 khi kinh đô của Đế quốc Khmer gần hơn so với khi nó ở Angkor. Có một số yếu tố thuộc phong cách Banteay Srei cuối thế kỷ 10, nhưng phần lớn ngôi đền được lập dưới thời các vua Suryavarman I và Suryavarman II trong các nửa đầu thế kỷ 11 và 12.
Do ngôi đền nằm gần biên giới Campuchia và Thái Lan nên khu vực này bị tranh chấp cho đến 15 tháng 6 năm 1962, khi Tòa án Quốc tế vì Công lý (International Court of Justice) phán quyết rằng ngôi đền thuộc Campuchia. Ngôi đền đã mở cửa trong một thời gian ngắn cho công chúng năm 1982 và năm sau bị Khmer Đỏ chiếm đóng. Ngôi đền được mở cửa lại vào cuối năm 1998 và Campuchia hoàn tất việc xây dựng năm 2003 sau một quãng thời gian dài.
Năm 2007 Campuchia đề nghị công nhận Di sản văn hoá cho đền Preah Vihear nhưng đã bị UNESCO bác bỏ do còn tồn tại những bất đồng với Thái Lan và vì một phần Thái Lan bác bỏ và phản đối đề nghị này của Campuchia.
Tuy nhiên, một năm sau, được Bộ Ngoại giao Thái Lan ủng hộ, vào ngày 7 tháng 6 năm 2008, Ủy ban di sản thế giới họp tại Canada đã công nhận đền Preah Vihear là di sản thế giới. Đây là di sản thế giới thứ ba của Campuchia, hai di sản công nhận trước đó là Đền Angkor Wat (1992) và Điệu múa hoàng gia (2003). Ngay sau đó, Bộ trưởng Ngoại giao Thái Lan bị trong nước cáo buộc là vi phạm pháp luật khi ủng hộ Campuchia đăng ký Đền Preah Vihear là di sản thế giới, và ông này đã phải từ chức. Chính vì điều này mà quan hệ giữa Campuchia và Thái Lan trở nên căng thẳng.
Ngày 11 tháng 11 năm 2013, Tòa án Công lý Quốc tế ra phán quyết rằng khu vực quanh ngôi đền cổ này thuộc về Campuchia và tuyên bố Thái Lan phải rút quân đội và cảnh sát khỏi Preah Vihear.

## Miêu tả

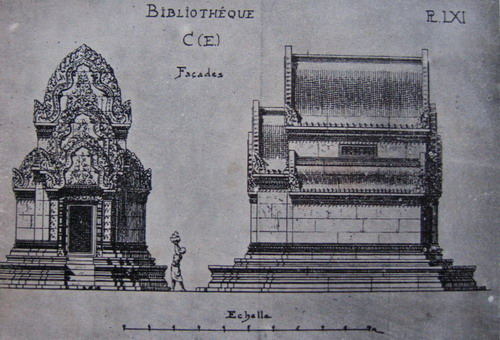
Các kiểu tháp của đền

Đền nằm cheo leo trên dãy núi Dângrêk, một phần vì đền nằm trong khu vực khá nhạy cảm là đường biên giới giữa Campuchia và Thái Lan.
Phần nửa đền nằm bên vườn quốc gia Khao Phra Viharn của huyện Kantharalak thuộc tỉnh Sisaket của Thái Lan, một nửa đền thuộc tỉnh Preah Vihear của Campuchia. Do ngôi đền được xây trên một mỏm đá thuộc lãnh thổ Campuchia (trước đây được cho là lãnh thổ Thái Lan), nhưng lối dẫn vào ngôi đền Preah Vihear nằm trên một vách đá dựng đứng cheo leo và không thể tiếp cận từ phía Campuchia. Điều này có nghĩa là, để tham quan được di sản này bắt buộc du khách phải đi từ phía cổng của vườn quốc gia Khao Phra Viharn của Thái Lan.

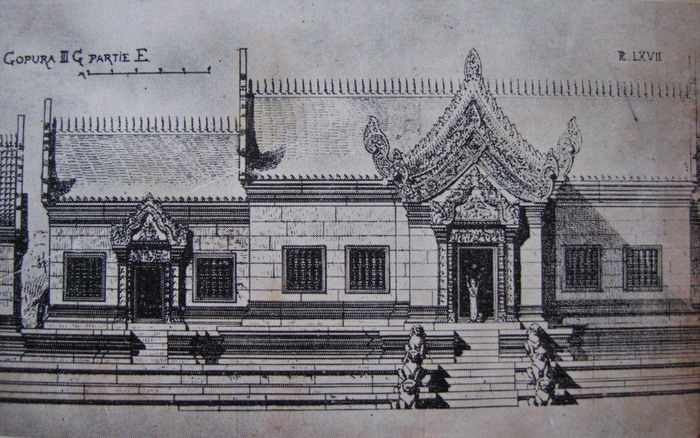
Lintel(cổng chính) của đền tương tự đền Banteay Srei

Kiến trúc đền tương tự kiến trúc của đền Banteay Srei với điêu khắc trên đá sa thạch cực kỳ tinh xảo. Phần khu vực xung quanh đền với nhiều thự viện và các tháp cao nhưng hiện nay phần lớn các kiến trúc phụ xung quanh đền đều bị đổ nát nghiêm trọng.
Kiến trúc phức hợp của ngôi đền chạy theo trục Bắc Nam dài 800 m, và bao gồm một bờ đường đắp cao và những bậc tam cấp dẫn lên điện thờ nằm trên đỉnh khu vực đền thờ phía Nam (cao 120 m so với khu Bắc và 525m so với đồng bằng Campuchia). Mặc dù cấu trúc này khác với những ngôi đền trên núi khác của Campuchia được tìm thấy ở Angkor, nhưng ngôi đền cũng có cùng mục đích thờ phụng những vị thần ở đỉnh Meru.

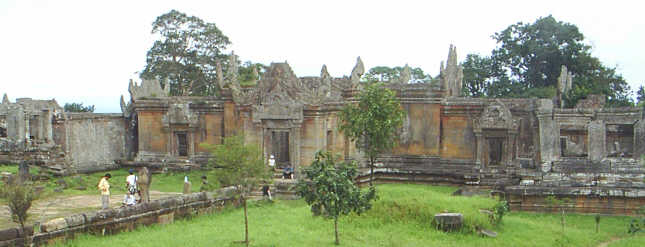
Trong khi đó các bức tường thành bao quanh đền lại mang dáng dấp của Wat Phou (Lào)

Cột thứ năm theo kiểu kiến trúc Koh Ker vẫn giữ lại những vết sơn đỏ từ thời gian trước mặc dù ngói đỏ bây giờ không còn nữa. Cột thứ 4 nằm ở phía sau có từ triều đại Khleang-Baphuon và là một "kiệt tác của Preah Vihear". Cột thứ 3 lớn nhất và nằm giữa hai phòng lớn. Muốn đến được đền thờ phải thông qua hai sân liên tiếp nhau.

## Đường đến ngôi đền

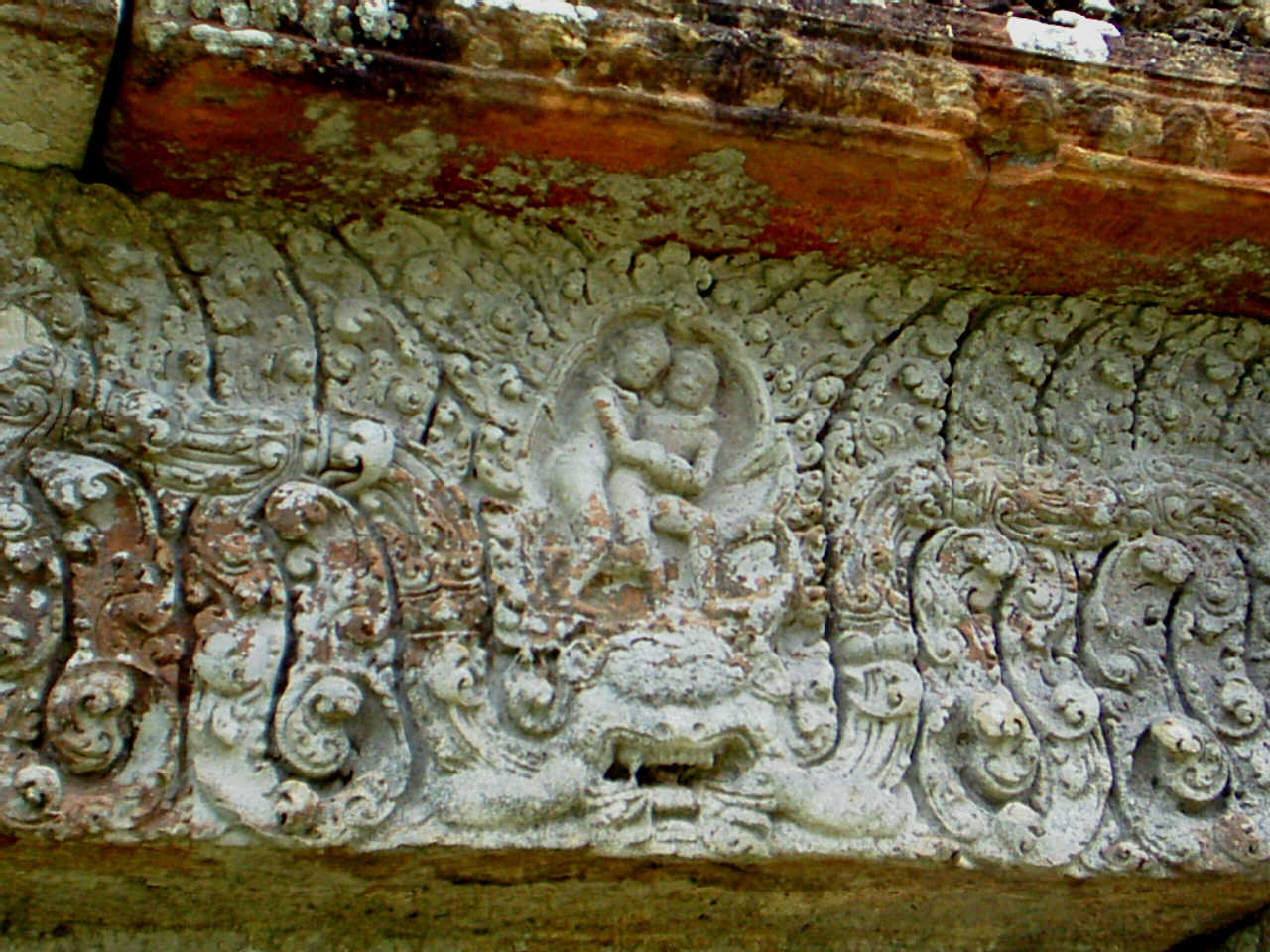
Điêu khắc đá ở lintel (dãy sa thạch phía trên cửa vào, cửa sổ thường có điêu khắc)

Trước đây để đến được ngôi đền: từ Thái Lan, có thể đến được ngôi đền thông qua Công viên Quốc gia Khao Phra Wihan. Campuchia cho phép khách viếng thăm ngôi đền không cần visa nhưng thỉnh thoảng biên giới bị đóng cửa vì những lý do khách quan. Campuchia áp dụng phí vào cổng cho khách nước ngoài là 5 đô la Mỹ hay 200 đồng Bạt (vào năm 2006, giảm 50 đồng bạt cho du khách đến từ Thái Lan), chỉ cộng thêm 5 đồng Bạt phí photo hộ chiếu. Bên cạnh đó, Thái Lan cũng áp dụng một mức phí 200 baht (Bạt) để vào cổng công viên quốc gia.